# Alice Powell

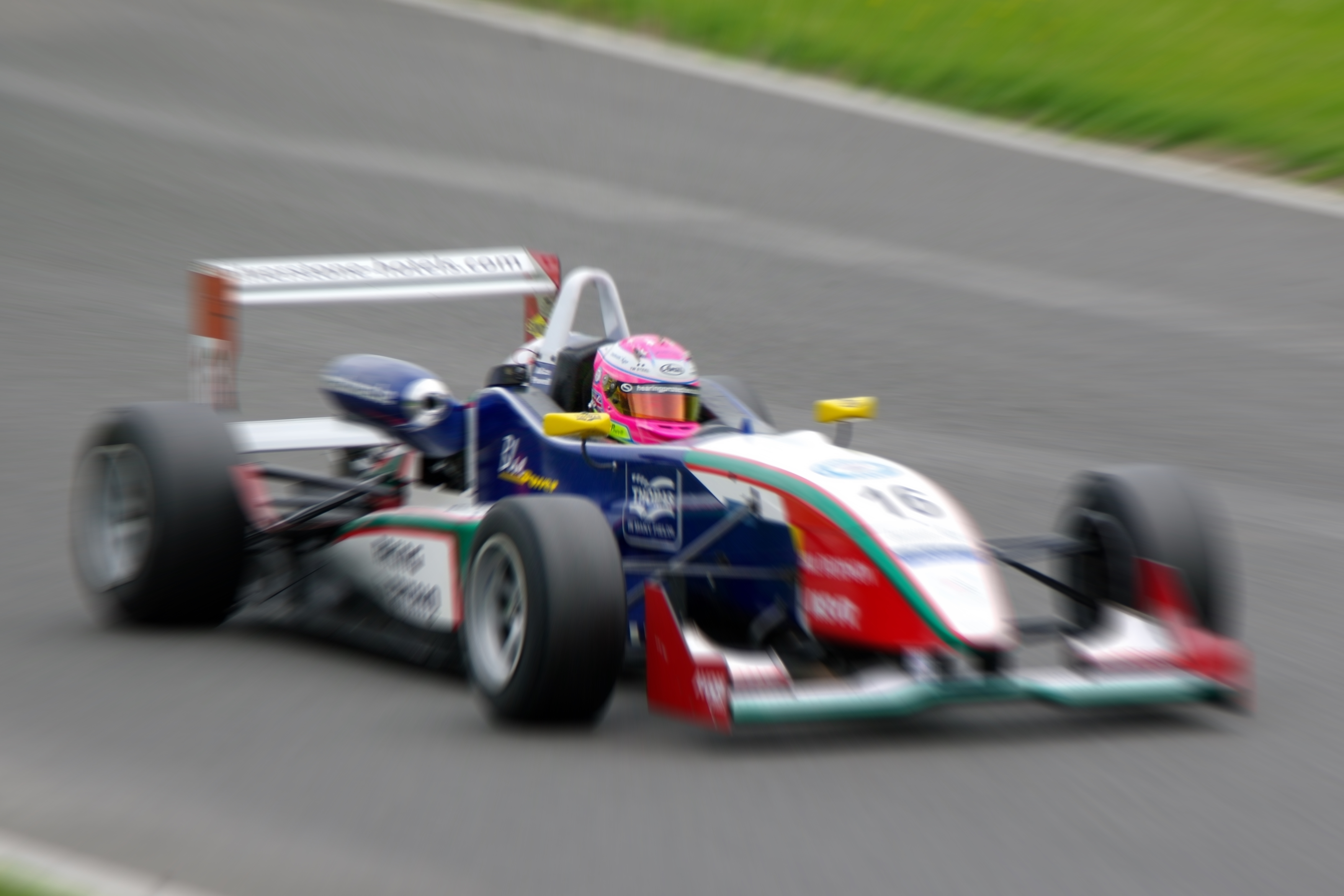
Alice Powell på Brands Hatch 2013.

Alice Powell, född 26 januari 1993, är en brittisk racerförare.

## Racingkarriär

### Formel Renault
År 2009, vid 16 års ålder, tävlade Powell i Michelin Formula Renault UK Championship, och blev då den yngsta kvinnliga föraren som tävlat i ett Formel Renault-lopp. Powell fick flera utmärkelser för sina prestationer under året. Hon blev historisk när hon, som första kvinna någonsin, vann ett Formel Renault-lopp i Storbritannien, och blev senare även den första kvinnan att vinna ett Formel Renault-mästerskap. Powell flyttade upp till det brittiska Formel Renault-mästerskapet 2011, men vann inte ett enda lopp och blev nia i mästerskapet.

### GP3 Series
Den 16 april 2012, efter bara två testdagar i GP3-bilen, meddelades det att Powell skulle köra för Status Grand Prix under 2012 års GP3-säsong. Hon hade en tung säsong, men lyckades ta en poäng i säsongens sista tävling på Autodromo di Monza, och blev då den första kvinnliga föraren att ta poäng i ett GP3-lop. Under 2013 körde hon bara två tävlingar då hon ersatte Melville McKee i Abu Dhabi, i Bamboo Engineering-teamet.

### Formel 3
Inför 2013 bytte Powell serie till MotorSport Vision Formula Three Cup, eftersom hon inte fick förnyat kontrakt i GP3. Hon körde även premiärhelgen av det brittiska F3-mästerskapet 2013 på Silverstone Circuit. Hon blev tvåa i F3-cupen, efter Alex Craven som vann mästerskapet. I det brittiska F3-mästerskapet klassades hon som gästförare och kunde inte ta poäng.

### Formel 1
I november 2014 spekulerades det om Powell skulle köra Abu Dhabis Grand Prix i Formel 1 för Caterham, men senare rapporterades det att hon övergett idén eftersom det var svårt att skaffa en superlicens, som krävs för att tävla i Formel 1. Det blev istället Will Stevens som tog platsen.